# Laephotis botswanae
Laephotis botswanae је врста слепог миша из породице вечерњака (лат. Vespertilionidae).

## Распрострањење
Ареал врсте покрива средњи број држава у Африци. 
Врста има станиште у Анголи, ДР Конгу, Боцвани, Замбији, Зимбабвеу, Јужноафричкој Републици, Малавију, Намибији и Танзанији. Присуство у Мозамбику је непотврђено.

## Станиште
Станишта врсте су саване и речни екосистеми.

## Угроженост
Ова врста није угрожена, и наведена је као последња брига јер има широко распрострањење.